# Uniontown, Kansas
Uniontown är en ort i Bourbon County i Kansas. Vid 2020 års folkräkning hade Uniontown 293 invånare. Namnet kommer från att de första nybyggarna stöttade Nordstaterna ("Unionen") i Amerikanska inbördeskriget.